# Das Nachtlokal zum Silbermond
Das Nachtlokal zum Silbermond ist ein deutsches Film-Melodram aus dem Jahr 1959 von Wolfgang Glück mit einer Reihe von Nachwuchsdarstellern in tragenden Rollen, darunter Marisa Mell in ihrer ersten Hauptrolle.

## Handlung
Fünf junge Mädchen träumen von ihrem großen Glück, von einer Starkarriere als Tänzerin oder Sängerin. Sie alle sind recht gut gebaut aber auch ziemlich naiv, als eine zwielichtige Agentur ihnen die Erfüllung ihrer Träume verspricht und sie als Tänzerinnen für das ominöse "Nachtlokal zum Silbermond" engagiert. Diese Spelunke befindet sich irgendwo im Nahen Osten, wo schon so manche einfältige Europäerin in den Fängen von mutmaßlichen Mädchenhändlern verschwunden ist. Rasch wird klar, dass die Agentur nicht wirklich Gutes mit den jungen Damen vorhat: Als sich herausstellt, dass einige der Mädchen nicht viel Talent zum lasziven Tanz haben, will die Agenturbetreiberin Magali sie angeblich wieder zurück nach Europa heimschicken. Im Orient gestrandet, ganz ohne Finanzen und einer Aussicht auf Beschäftigung, sind die jungen Mädchen jedoch der Willkür Magalis und ihres hiesigen Geschäftspartners Jussuf ausgesetzt. Auch die Pässe hat man den Mädchen abgenommen. 
So erfolgt erwartungsgemäß ein höchst unmoralisches Angebot: Man könne ja auch die angelaufenen Schulden, die infolge der Managementkosten (Ausstattung, Transport, Vertragsverpflichtungen etc.) auf eine andere Art begleichen. So lassen sich einige der verzweifelten Girls nach einigem Hin und Her dazu breitschlagen, als Striptease-Tänzerinnen aufzutreten bzw. als Tischdamen für reifere und wenigstens finanziell potente Herren zu dienen. Vor Ort hat die lokale Polizei in Gestalt des behäbigen Inspektors Elam längst ein Auge auf das halbseidene Etablissement und die Aktivitäten Magalis und Jussufs geworfen. Man vermutet, dass das Nachtlokal zum Silbermond eine Brutstätte des Verbrechens ist, konkreter: dass diese verrauchte Spelunke ein Umschlagplatz für den Juwelenhandel sein müsse. Eine geheime Werkstatt, wo gestohlene Diamanten umgeschliffen werden, gibt es auch. Bislang konnte man diesen Verdacht nicht beweisen, doch nun plant die Staatsmacht zuzuschlagen. Derweil geraten die Mädchen immer mehr in Bedrängnis und beginnen sich, als Prostituierte zu fühlen. Ehe es zum Äußersten kommen kann, werden die Europäerinnen befreit.

## Produktionsnotizen
Das Nachtlokal zum Silbermond entstand im Frühjahr 1959 in Wien und wurde am 2. Juni 1959 im Kölner Capitol-Kino uraufgeführt. Die Filmbauten schuf Felix Smetana. Ernesto Bitter war Choreograph. 

## Wissenswertes
Ähnlich wie der gleich im Anschluss daran vom selben Regisseur gedrehte B-Streifen Mädchen für die Mambo-Bar greift auch Das Nachtlokal zum Silbermond das seit Beginn des 20. Jahrhunderts (erste Produktion 1906 in Dänemark) beliebte Genre der Mädchenhandel-Filme auf. Zwei Jahre zuvor hatte Glück mit seiner Inszenierung Gefährdete Mädchen diesen Filmtypus revitalisiert.

## Kritik
Im Filmdienst heißt es: „Junge Frauen lassen sich als Tänzerinnen für ein orientalisches Nachtlokal engagieren und stellen fest, daß man dort auch anderes von ihnen erwartet als Kunst. Das Ganze ist ein Vorwand für frivole "Shownummern".“